# Sarnitsa
Sarnitsa (en búlgaro: Сърница) es una ciudad de Bulgaria en la provincia de Pazardzhik.

## Geografía
Se encuentra a una altitud de 1212 m s. n. m. a 180 km de la capital nacional, Sofía.

## Demografía
Según estimación 2012 contaba con una población de 3 363 habitantes.
|         | 2004  | 2005  | 2006  | 2007  | 2008  | 2009  | 2010  | 2011  |
| Mujeres | 1 788 | 1 798 | 1 819 | 1 812 | 1 804 | 1 810 | 1 786 | 1 763 |
| Varones | 1 814 | 1 809 | 1 817 | 1 809 | 1 798 | 1 797 | 1 793 | 1 808 |
| Total   | 3 602 | 3 607 | 3 636 | 3 621 | 3 602 | 3 607 | 3 579 | 3571  |